# Ong Teng Cheong
Ong Teng Cheong (en chino, 王鼎昌; pinyin, Wáng Dǐngchāng; pe̍h-ōe-jī, Ông Tíng-chhiong; 22 de enero de 1936 – 8 de febrero de 2002) fue un político y arquitecto de Singapur, que fue el quinto presidente de Singapur entre 1993 y 1999. Ong fue el primer presidente electo por voto popular de Singapur, desempeñándose por seis años entre el 1 de septiembre de 1993 al 31 de agosto de 1999, luego de vencer en las elecciones presidenciales de Singapur de 1993 con el 58.69% de los votos válidos. Ong fue juramentado en el cargo el 1 de septiembre de ese año.

## Primeros años y educación
Nació el 22 de enero de 1936, Ong fue el segundo de cinco niños de una familia de clase media singapurense. Su padre, que contaba con formación inglesa, Ong Keng Wee (en chino, 王竟惠; pinyin, Wáng Jìnghuì) creyó que era importante para que sus hijos fueran exitosos en los negocios que aprendiesen el idioma chino, por lo que mandó a sus hijos a escuelas de educación china. Ong se graduó con honores en la The Chinese High School (en la actualidad la sección de escuela secundaria de la Hwa Chong Institution) en 1955. Luego de su educación china, Ong encontró una pequeña oportunidad de estudiar en la Universidad de Malaya, ya que el inglés era el idioma principal de la institución.
En 1956, con la ayuda de unos amigos de su padre, Ong se lanzó a estudiar en el extranjero. Estudió Arquitectura en la Universidad de Adelaida, donde compartió aula co su futura esposa, Ling Siew May (en chino, 林秀梅; pinyin, Lín Xiùméi). Ambos Ong y Ling se conocieron en una fiesta de Navidad cuando se encontraban en el secundario.